# Morarano (Ambatolampy)
Pour les articles homonymes, voir Morarano.
Morarano est une commune urbaine malgache, située dans la partie sud-est de la région de Vakinankaratra.